# 319-я стрелковая дивизия (3-го формирования)
319-я стрелковая Двинская Краснознамённая дивизия — воинское соединение РККА, принимавшее участие в Великой Отечественной войне в составе войск 22-й, 3-й Ударной, 2-й гвардейской и 43-й армий.

## История
319-я стрелковая дивизия (3-го формирования) сформирована с 4 по 10 октября 1943 года на базе 32-й, 33-й и 46-й отдельных стрелковых бригад 22-й армии Северо-Западного фронта. Дивизия формировалась юго-восточнее г. Холм Новгородской области.

## Награды дивизии
- 9 августа 1944 года — «Двинская» — почётное наименование присвоено приказом Верховного Главнокомандующего № 0253 от 9 августа 1944 года за отличие в боях за освобождение города Двинска
- 19 февраля 1945 года —  Орден Красного Знамени — награждена указом Президиума Верховного Совета СССР от 19 февраля 1945 года за образцовое выполнение заданий командования в боях при форсировании рек Дайме и Прегель и овладение городами Лабиау, Велау, Даркемен, Бенкхайм, Тройбург и проявленные при этом доблесть и мужество.[1]

Награды частей дивизии:
- 1336 — й стрелковый Кёнигсбергский[2] полк
- 1344 — й стрелковый ордена Кутузова[3] полк

## Состав
- 1336-й стрелковый полк
- 1341-й стрелковый полк
- 1344-й стрелковый полк
- 560-й артиллерийский полк
- 434-й отдельный истребительно-противотанковый дивизион
- 209-я отдельная разведывательная рота
- 702-й отдельный сапёрный батальон
- 902-й отдельный батальон связи (299-я отдельная рота связи)
- 509-й медико-санитарный батальон
- 556-я отдельная рота химической защиты
- 554-я автотранспортная рота
- 397-я полевая хлебопекарня
- 880-й дивизионный ветеринарный лазарет
- 1645-я полевая почтовая станция
- 1635-й полевая касса Государственного банка СССР

Периоды вхождения в состав Действующей армии:
- 10 октября 1943 года — 9 мая 1945 года

Перечень № 5 Стрелковых, горнострелковых, мотострелковых и моторизованных дивизий, входивших в состав действующей армии в годы Великой Отечественной войны 1941—1945 гг. / А. П. Покровский. — М.: Министерство обороны, 1956. — 218 с.

## Подчинение
| Дата            | Фронт (округ)           | Армия                 | Корпус                  | Примечания               |
| --------------- | ----------------------- | --------------------- | ----------------------- | ------------------------ |
| 01.11.1943 года | 2-й Прибалтийский фронт | 22-я армия            | 44 стрелковый корпус    | -                        |
| 01.12.1943 года | 2-й Прибалтийский фронт | 22-я армия            | 44 стрелковый корпус    | -                        |
| 01.01.1944 года | 2-й Прибалтийский фронт | 22-я армия            | 44 стрелковый корпус    | -                        |
| 01.02.1944 года | 2-й Прибалтийский фронт | 22-я армия            | 44 стрелковый корпус    | -                        |
| 01.03.1944 года | 2-й Прибалтийский фронт | 22-я армия            | 97-й стрелковый корпус  | -                        |
| 01.04.1944 года | 2-й Прибалтийский фронт | 22-я армия            | 100-й стрелковый корпус | -                        |
| 01.05.1944 года | 2-й Прибалтийский фронт | 22-я армия            | 100-й стрелковый корпус | -                        |
| 01.06.1944 года | 2-й Прибалтийский фронт | 22-я армия            | 100-й стрелковый корпус | -                        |
| 01.07.1944 года | 2-й Прибалтийский фронт | 22-я армия            | -                       | -                        |
| 01.08.1944 года | 2-й Прибалтийский фронт | 22-я армия            | 44-й стрелковый корпус  | -                        |
| 01.09.1944 года | 2-й Прибалтийский фронт | 3-я Ударная армия     | 44-й стрелковый корпус  | -                        |
| 01.10.1944 года | 1-й Прибалтийский фронт | 2-я гвардейская армия | 44-й стрелковый корпус  | -                        |
| 01.11.1944 года | 1-й Прибалтийский фронт | 2-я гвардейская армия | 44-й стрелковый корпус  | -                        |
| 01.12.1944 года | 1-й Прибалтийский фронт | 43-я армия            | 44-й стрелковый корпус  | -                        |
| 01.01.1945 года | 1-й Прибалтийский фронт | 43-я армия            | 103-й стрелковый корпус | -                        |
| 01.02.1945 года | 3-й Белорусский фронт   | 43-я армия            | 103-й стрелковый корпус | -                        |
| 01.03.1945 года | 3-й Белорусский фронт   | 43-я армия            | 90-й стрелковый корпус  | Земландская группа войск |
| 01.04.1945 года | 3-й Белорусский фронт   | 43-я армия            | 90-й стрелковый корпус  | Земландская группа войск |
| 01.05.1945 года | 2-й Белорусский фронт   | 43-я армия            | 90-й стрелковый корпус  | -                        |

## Командиры
- Уральский, Николай Матвеевич (30.09.1943 — 23.03.1944), полковник;
- Геращенко, Сергей Николаевич (24.03.1944 — 26.04.1944), полковник;
- Соловьёв, Пётр Денисович (27.04.1944 — 29.04.1944), полковник;
- Артамонов, Иван Иванович (30.04.1944 — 04.06.1944), полковник;
- Дулов, Дмитрий Арсентьевич (05.06.1944 — 09.05.1945), полковник

## Отличившиеся воины дивизии
Герои Советского Союза:
- Аврамков, Прокопий Иванович, сержант, командир стрелкового отделения 1344-го стрелкового полка
- Бордунов, Алексей Николаевич, красноармеец, стрелок 1344-го стрелкового полка
- Готлиб, Эммануил Давидович, майор, заместитель командира 1336-го стрелкового полка
- Гусев, Александр Фёдорович, красноармеец, партийный организатор роты 1336-го стрелкового полка
- Королёв, Николай Михайлович, младший сержант, командир пулемётного расчёта 1336-го стрелкового полка
- Миронов, Владимир Петрович, красноармеец, пулемётчик 1344-го стрелкового полка
- Мойзых, Евгений Антонович, старший лейтенант, командир пулемётного взвода 1336-го стрелкового полка
- Осягин, Захар Маркелович, сержант, разведчик-наблюдатель 3-го дивизиона 560-го артиллерийского полка
- Павлов, Пётр Егорович, красноармеец, стрелок 1341-го стрелкового полка
- Полунин, Иван Александрович, старший сержант, помощник командира взвода 8-й стрелковой роты 1336-го стрелкового полка
- Смирнов, Николай Александрович, сержант, командир орудийного расчёта 560-го артиллерийского полка
- Ткаченко, Яков Тарасович, капитан, заместитель командира 1-го батальона 1336-го стрелкового полка

 Кавалеры ордена Славы трёх степеней
- Акишбай, Акакий Гуджулович, старший сержант, командир расчёта 76-мм пушки 1344-го стрелкового полка
- Бельков, Алексей Харитонович, сержант, командир орудийного расчёта 1336-го стрелкового полка
- Большаков, Константин Иванович, сержант, командир орудийного расчёта 1336-го стрелкового полка
- Бондаренко, Дмитрий Никифорович, младший сержант, командир отделения 1336-го стрелкового полка
- Епанов, Павел Фёдорович, младший сержант, помощник наводчика 45-мм орудия 1336-го стрелкового полка
- Карпов, Павел Алексеевич, сержант, командир орудийного расчёта 1336-го стрелкового полка
- Костенко, Иван Алексеевич, старший сержант, командир орудийного расчёта 560-го артиллерийского полка
- Латухин, Семён Филиппович, ефрейтор, наводчик 76-мм орудия 1344-го стрелкового полка
- Маргулян, Борис Павлович, старшина, командир отделения взвода пешей разведки 1344-го стрелкового полка
- Полковников, Николай Александрович, ефрейтор, сапёр сапёрного взвода 1344-го стрелкового полка
- Потапов, Николай Сергеевич, старшина, сапёр 1341 — го стрелкового полка
- Прилуцкий, Пётр Михайлович, старший сержант, командир миномётного отделения 1336-го стрелкового полка
- Скидан, Тимофей Иванович, младший сержант, разведчик взвода пешей разведки 1344-го стрелкового полка
- Филатов, Пётр Герасимович, сержант, командир отделения сапёрного взвода 1344-го стрелкового полка